# 大崎清作
大崎 清作（おおさき せいさく、1876年（明治9年）8月22日 - 1957年（昭和32年）11月23日）は、明治後期から昭和前期の実業家、政治家。衆議院議員。旧姓・村松。

## 経歴
山梨県巨摩郡南湖村（中巨摩郡南湖村、甲西町東南湖を経て現南アルプス市東南湖）で、村松泰造の二男として生まれる。上京して1899年（明治32年）陸軍砲兵工科学校（のち陸軍兵器学校）を卒業。日露戦争に従軍し、陸軍砲兵上等工長に進んで除隊した。
小石川白山で貸家業などを営む大崎家に奉公してその才幹を認められ、1907年（明治40年）4月、先代・大崎としの入夫となり家督を相続した。小石川貯蓄銀行取締役、春日銀行取締役、江戸川青果社長、共済商工社長、大正製材社長、東洋製氷社長などを務めた。
政界では、小石川区会議員、東京市会議員（4期）、同参事会員、所得調査委員などに在任。1928年（昭和3年）2月、第16回衆議院議員総選挙で山梨県全県区から出馬して初当選。その後、第18回総選挙まで再選され、衆議院議員に連続3期在任した。

## 国政選挙歴
- 第16回衆議院議員総選挙（山梨県全県区、1928年2月、中立）当選[7]
- 第17回衆議院議員総選挙（山梨県全県区、1930年2月、立憲政友会公認）当選[8]
- 第18回衆議院議員総選挙（山梨県全県区、1932年2月、立憲政友会公認）当選[9]
- 第19回衆議院議員総選挙（山梨県全県区、1936年2月、立憲政友会公認）落選[10]

## 著作
- 『欧米の実際を見て』博文館、1927年。
- 『英米露支と戦ふべきか』藤木義幸、1927年。

## 親族
- 妻 大崎とし（高野金次郎長女）[2]
- 長女 春静江（内務官僚春彦一の妻）[11]